# Blackburn Olympic Football Club
Blackburn Olympic Football Club foi um clube de futebol de Inglaterra sediado na cidade de Blackburn, Lancashire nos finais do século XIX. Apesar do clube ter existido apenas uma década, foi significante a sua existência na história do futebol inglês, pois foi a primeira equipa do norte do país e a primeira de classe trabalhadora a vencer uma prova nacional, a FA Cup. A taça apenas tinho sida ganha por clubes amadores dos Home counties, sendo a vitória de Olympic um ponto de viragem na passagem do desporto de homens de classe alta para um desporto profissional.
O clube foi formado em 1878 e participou inicialmente em competições locais menores. Em 1880, o clube entrou na FA Cup pela primeira vez, e três anos depois derrota Old Etonians no Kennington Oval para vencer o troféu. Olympic, contudo, revelou-se incapaz de competir com clubes mais ricos na nova era profissional, e é extinta em 1889.
A maior parte dos jogos de Olympic foram jogados no estádio de Hole-i'-th-Wall, nomeado após um pub adjacente. Desde 1880, as cores de primeira escolha do clube consistiam em camisolas azuis claras e calções brancos. Um jogador de Olympic, James Ward, foi selecionado para a Seleção Inglesa de Futebol e outros seis antigos ou futuros internacionais de Inglaterra jogaram no clube, incluindo Jack Hunter, que foi o treinador de Olympic na época da vitória da FA Cup.

## História

### Formação e primeiros anos

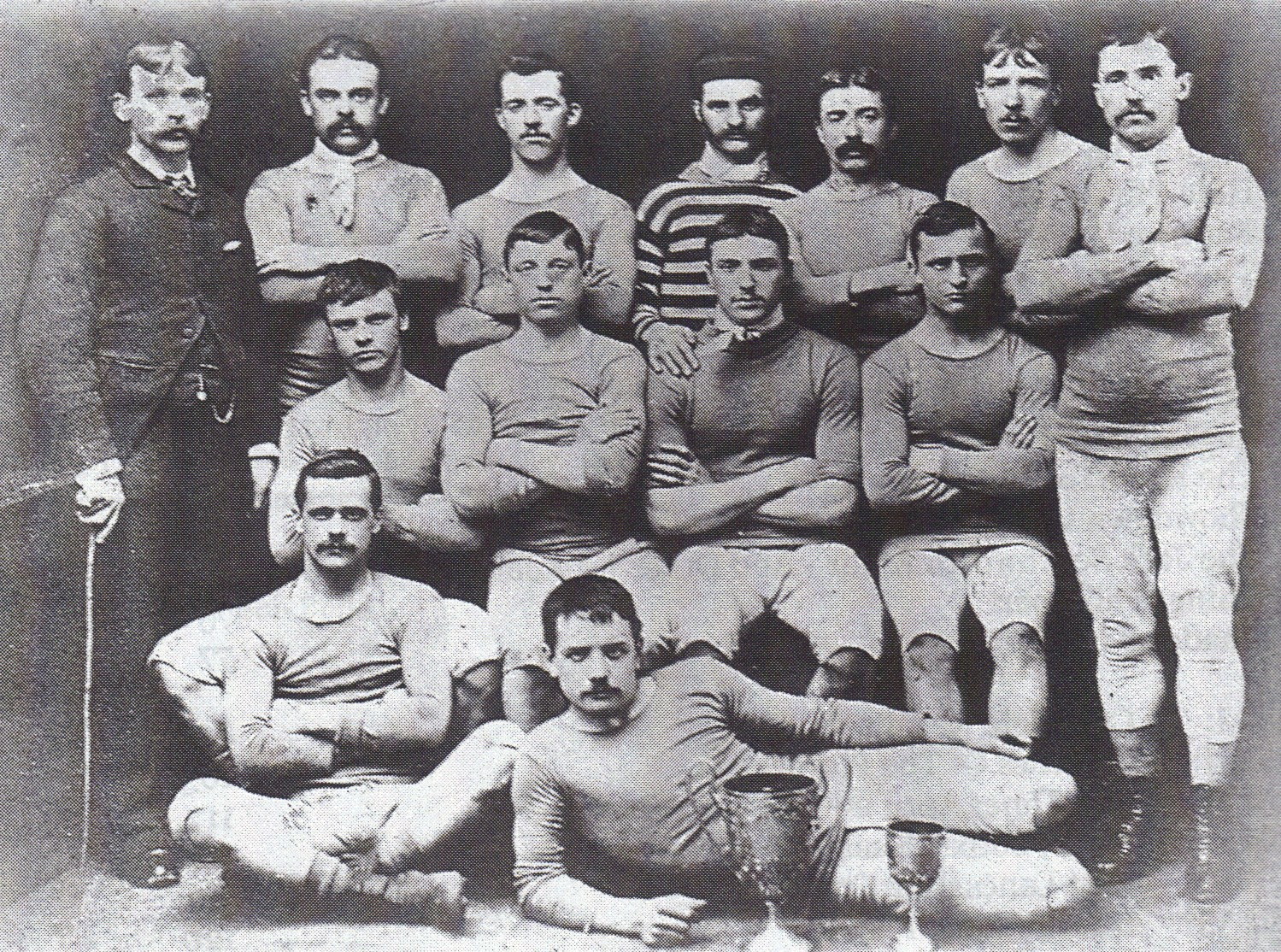
Os jogadores de Olympic de 1882 exibem os dois troféus ganhos nos primeiros quatro anos da sua existência

O futebol foi inicialmente codificado no sul de Inglaterra nos anos de 1860 sendo jogado por equipas de estudantes de classes altas formados em public school's e graduados de Oxbridge. Entretanto, o jogo foi-se espalhando para cidades industriais do norte na década seguinte. A vila de Blackburn, em Lancashire, tinha mais de uma dúzia de clubes de futebol ativos em 1877, incluindo Blackburn Rovers, fundado em 1875, visto geralmente como a principal equipa. Blackburn Olympic foi fundado em fevereiro de 1878 quando dois destes clubes, Black Star e James Street, optaram por se juntar. O nome foi escolhido por James Edmondson, o primeiro tesoureiro do clube, e pensa-se que terá sido inspirado pela recente escavação em Olímpia, local dos Jogos Olímpicos da Antiguidade. O primeiro jogo do clube foi um amigável, jogado a 9 de fevereiro de 1878, resultando numa vitória de 2 a 0 sobre a equipa local St. John's. Em abril, o clube entrou na sua primeira competição, a Livesey United Cup. Olympic derrotou St. John's na final para vencer o torneio, e, como a competição não foi realizada novamente, o clube manteve o troféu por perpetuidade. Durante as próximas duas temporadas o clube continuava a jogar partidas amigáveis e entrou também na Blackburn Association Challenge Cup, um torneio com o formato de taça aberto para todos os clubes locais estabelecidos pela organização que governava o futebol dentro da vila. Olympic venceu o troféu tanto em 1879 como em 1880, após o qual a competição foi descontinuada quando a Blackburn Association foi absorvida numa maior associação, a Lancashire County Football Association. Como com a Livesey United Cup, o troféu permaneceu na posse de Olympic para o resto da existência do clube.
Em 1880 o comité do clube decidiu que Olympic deveria competir para prémios maiores, e optaram por entrar em duas competições importantes, a Lancashire Senior Cup e a Football Association Challenge Cup (FA Cup), as principais competições do país. Na primeira partida do clube na FA Cup, os "Light Blues" foram derrotados por 5 a 4 pelo Sheffield, e na temporada seguinte foram derrotados na primeira ronda, fora contra o Darwen. A reputação do clube dentro da sua casa ia crescendo, porém, as partidas estavam a ser organizadas com equipas mais distantes, tais como o Sheffield Wednesday, Nottingham Forest, e ainda por clubes escoceses como o Cowlairs e Hibernian. As crescentes despesas do clube foram atendidas com a ajuda de Sydney Yates, dono de uma fundição de ferro local, onde investiu uma grande quantidade de dinheiro e continou como banca do clube para a maioria da sua existência. Nos finais da época de 1881–82, Olympic derrotou Blackburn Rovers para ganhar a East Lancashire Charity Cup.

### Sucesso

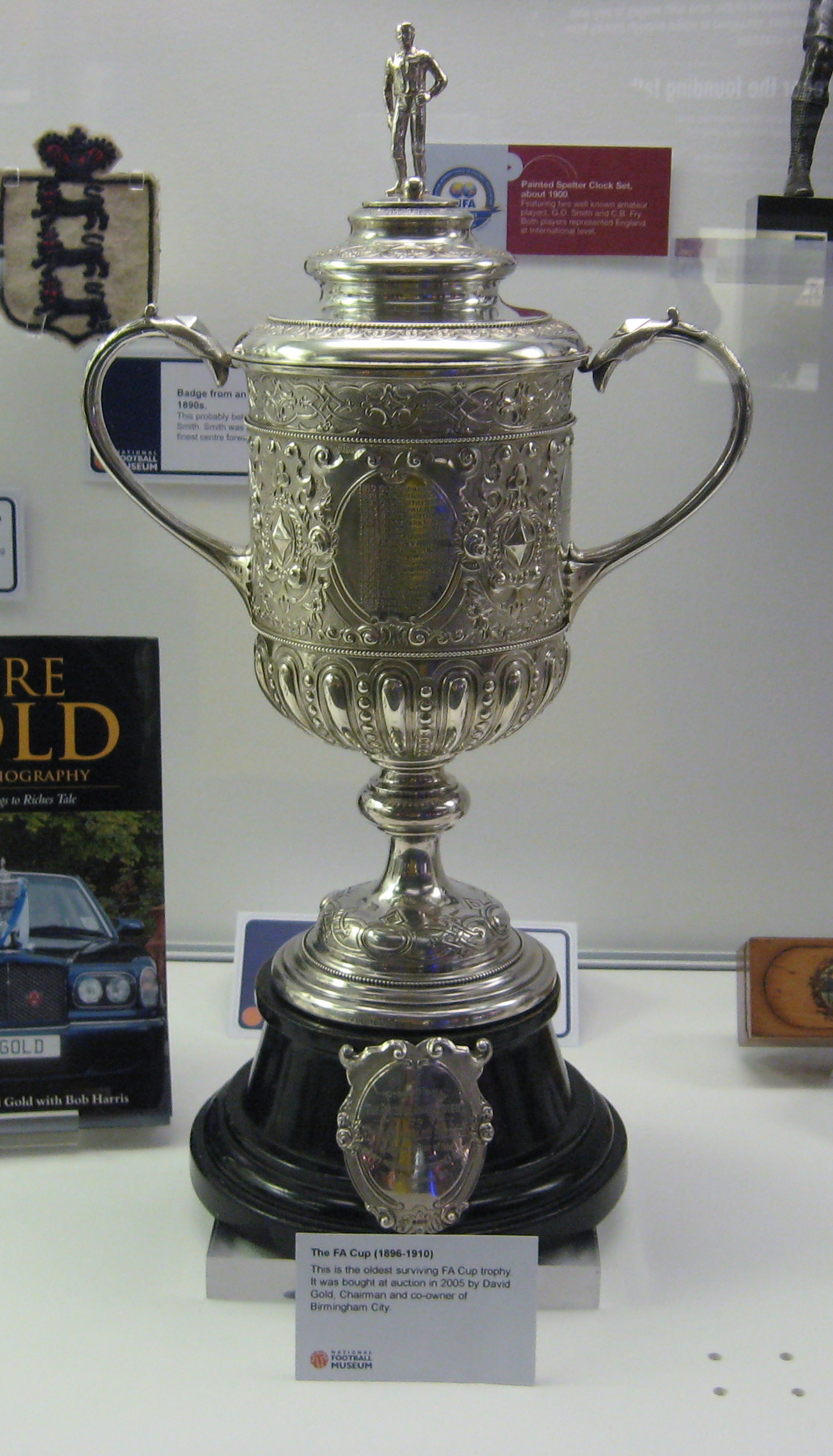
O segundo troféu da FA Cup, é idêntica em design à conquistada em 1883. O troféu original foi roubado em 1895 e nunca mais foi recuperado

Na FA Cup de 1882–83, Olympic derrotou quatro clubes de Lancashire: Accrington, Lower Darwen, Darwen Ramblers e Church, para alcançar a quinta ronda. Nesta fase, os "Light Blues" foram sorteados para jogar com o clube galês Druids. Olympic derrotou o clube sediado em Ruabon por 4–1 para progredir para as meias-finais, onde pela primeira vez enfrentaram adversários do sul de Inglaterra, Old Carthusians. Os Carthusians, a equipa dos pupilos formados em Charterhouse School, haviam ganho a taça dois anos antes e os jornais locais de Blackburn consideravam-no os favoritos para voltar a atingir a final. Contudo, Olympic ganhou por 4–0 num jogo disputado em campo neutro em Whalley Range, Manchester, para configurar uma partida com uma outra das grandes equipas amadoras, Old Etonians, na final em Kennington Oval. Os Etonians haviam derrotado os rivais mais próximos de Olympic, Blackburn Rovers, na final um ano antes, e que foi também a primeira vez que uma equipa do norte atingiu a final.
Antes da final, antigo jogador inglês Jack Hunter, que se juntou ao clube em 1882 com papeis duplos de jogador e treinador, lveou a equipa a Blackpool para um treino especial de vários dias. Este compromisso nunca tinha sido feito por um clube, e foi considerado uma ideia extremamente nova.
Os Etonians assumiram a liderança na final quando Harry Goodhart marcou na primeira parte, no entanto Arthur Matthews empatou para Olympic na segunda parte. Logo depois, Arthur Dunn lesionou-se e foi forçado a sair do campo, reduzindo os Etonians para dez jogadores para o resto da partida. O resultado permanecia o mesmo até ao fim dos noventa minutos regulamentares. Sobre os regulamentos da FA Cup, poderiam ser jogados trinta minutos de prolongamento em caso de empate. Sobre o critério do árbitro e na responsabilidade da fervorosa disposição do público, os capitães pediram para jogar para garantir um resultado diferente. Durante o período extra, começou-se a mostrar uma maior resistência de Olympic. Por volta do vigésimo minuto do tempo extra, Jimmy Costley recebeu um passe de John Yates e rematou a bola para marcar o golo da vitória, sem hipóteses para o guarda-redes adversário John Rawlinson. Após o regresso da equipa a Blackburn, os jogadores participaram num desfile comemorativo e receberam uma recepção cívica, em que o capitão Albert Warburton supostamente proclamou: "A Taça é muito bem-vinda em Lancashire. Terá uma boa casa e nunca mais voltará para Londres".
No entanto, no sul, a vitória de Olympic sobre uma das maiores equipas amadoras provocou consternação. Na altura, The Football Association (FA), o orgão de gestão do desporto, proibiu os clubes de pagarem aos seus jogadores. Além disso, clubes de classe trabalhadora, especialmente os sediados em Lancashire, tinham sido amplamente suspeitados por fazerem pagamentos ilícitos aos jogadores desde pelo menos 1876. Na sequência da vitória de alto-perfil de Olympic, jornalistas e funcionários afiliados com clubes amadores do sul intensificaram as suas chamadas para a FA para investigar as finanças dos clubes do norte. Focaram-se em especial com a excursão de treinamento de Olympic a Blackpool, sugerindo que os jogadores não seriam capazes de estar muito tempo fora de trabalho a não ser que o clube pagasse alguma forma de salário. Foram também feitas perguntas sobre jogadores que mudaram-se de uma cidade para outra aparentemente para um único objetivo de jogar com uma nova equipa de futebol. No caso de Olympic, Jack Hunter mudou-se de Sheffield para entrar num clube. Em última análise, nenhuma ação foi tomada contra Olympic, embora punições foram impostas a outros clubes, incluindo Preston North End, onde foi expulso da FA Cup. Isto, por sua vez, levou os clubes do norte a fazerem planos para se afastarem da FA Cup e formarem um corpo diretivo rival que não impunha o chamado "ideal amador" nos clubes.

### Declínio e colapso

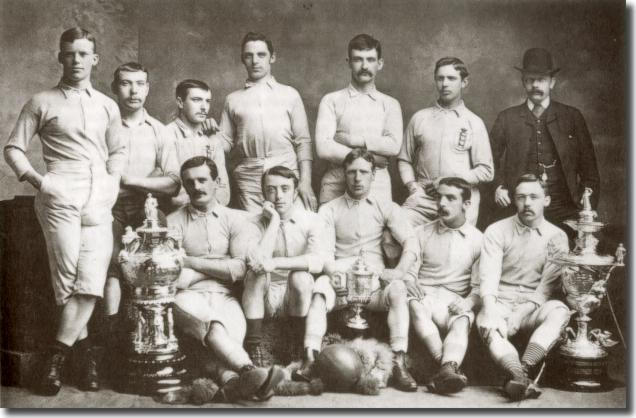
Os rivais locais de Olympic – Blackburn Rovers, que venceu a FA Cup pela primeira vez em 1884 e que rapidamente se tornou na principal equipa da cidade

Na época seguinte, Olympic voltou a atingir as meias-finais da FA Cup, como fez Blackburn Rovers. Quando foi feito o sorteio para as meias-finais, o clube foi emparelhado com Queen's Park e os Rovers com Notts County, criando a possibilidade das duas equipas se defrontarem na final. Contudo, Olympic foi superado e derrotado por 4 a 0 pelos seus adversários escoceses. O clube apresentou um recurso com a FA baseado na invasão do campo realizado por alguns dos dezasseis mil espetadores, mas sem sucesso. Rovers chegou a derrotar Queen's Park na final.
O clube nunca mais conseguiu atingir o nível de sucesso que teve. Na época de 1884–85, Olympic perdeu na segunda ronda da FA Cup para o seu rival Rovers, que passou a consolidar a sua posição como a principal equipa da cidade ganhando o torneio pela segunda vez consecutiva. A ameaça de um cisma dentro do desporto foi evitado em 1885 quando a FA concordou em legalizar o profissionalismo. Numa vila do tamanho de Blackburn, contudo, foi difícil para Olympic competir para espetadores e patrocínios com o mais bem sucedido Rovers, e consequentemente não conseguiu pagar os salários aos jogadores a par com aqueles oferecidos pelo clube ou por outros clubes profissionais em Lancashire. Em 1886 o comité do clube foi forçado a reduzir os salários dos jogadores para um quarto do que estava a ser oferecido por Preston North End. Muitos dos jogadores-chave saíram em resposta e foram rapidamente assinados em clubes mais ricos.
The Football League, a primeira associação de uma liga de futebol do mundo, foi formado em 1888 pelos principais clubes de Midlands e do Norte. O presidente de Aston Villa William McGregor, a força motriz atrás da nova competição, pôs em prática uma regra declarando que só uma equipa de cada cidade poderia participar, e escolheu Rovers, em vez de Olympic, para representar Blackburn. Alguns dos clubes não convidados para participar a liga, incluindo Olympic, formaram The Combination, mas esta competição estava mal organizada e atraía pouco público, e extinguiu-se antes do fim da época de 1888–89. Assolado por dívidas pesadas, o comité anunciou em 1889 que todos os jogadores profissionais iam ser libertados dos seus contratos e que a partir dali o clube empregava só jogadores amadores. Esta medida desesperada chegou tarde para salvar o clube, que fechou a setembro de 1889. A sua última partida foi uma derrota fora contra o Everton. Uma equipa não relacionada adotou o nome de Blackburn Olympic em 1959.

## Estádio

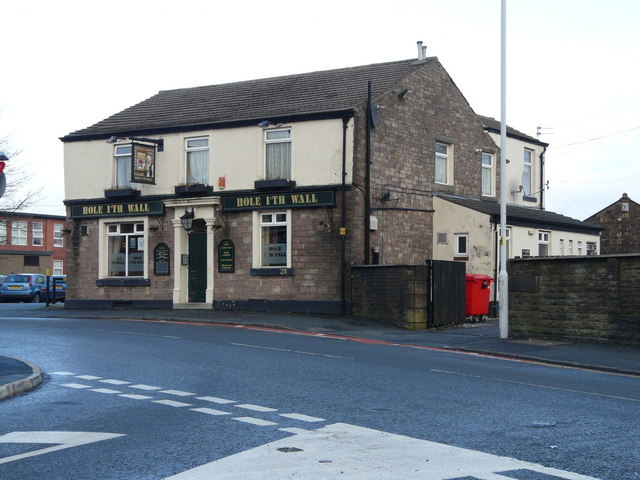
Uma vista moderna do pub de Hole-i'-th'-Wall, que deu o seu nome ao estádio do clube

O primeiro jogo de Olympic teve lugar num campo pertencente ao Blackburn Cricket Club, situado em campo aberto em Higher Oozebooth. Nos primeiros dezoito meses da existência do clube, Olympic fez partidas em casa em vários lugares de Blackburn, incluindo Roe Lee e Cob Wall. Em 1879 o comité do clube garantiu o arrendamento num campo junto de um pub chamado Hole-i'-th'-Wall, situado no topo da colina de Shear Brow. O espaço estava previamente a ser usado por outro clube, Queen's Own, mas ficou vago quando extinguiu-se depois de muitos dos seus jogadores fugirem para Blackburn Rovers.
A superfície do campo inclinava para baixo e foi inicialmente conhecida por ser excepcionalmente enlameada, mas em 1880 o comité do clube gastou 100 libras para a melhoria da drenagem. As instalações foram mínimas e muitos dos espetadores simplesmente ficavam em redor do perímetro do campo, como foi o caso de muitos dos terrenos de futebol na altura. Um grandstand foi erguido por trás de uma baliza em 1881, mas foi severamente danificado por uma tempestade em 1884 e foi substituído por uma estrutura mais elaborada ao longo de um dos lados longos da área de jogo. Simultaneamente vários outros refúgios foram erguidos para dar aos espetadores em outras áreas coberturas dos elementos. O maior público registado em Hole-i'-th'-Wall foi aproximadamente dez mil num jogo contra o Preston North End em novembro de 1884, mas públicos entre mil a dois mil eram os mais comuns nos jogos de Olympic. Depois da extinção do clube o campo foi adquirido pelo Blackburn Railway Clerks Club. É agora o local do Colégio de St. Mary's.

## Cores
No início da existência do clube, os jogadores usavam normalmente camisolas magenta. Apesar das regras em relação aos equipamentos fossem menos rígidas, o médio Tommy Gibson insistiu em usar um âmbar sortudo com círculos pretos. Quando o clube entrou pela primeira vez na FA Cup em 1880, os regulamentos da competição diziam que todos os jogadores da equipa tinham de usar cores correspondentes, e foi escolhida uma nova combinação de camisolas azuis claras e calções brancos. Quando havia um choque de cores com os oponentes, Olympic era obrigado a mudar, substituindo assim para camisolas azuis escuras e calções brancos. Não há nenhum registo do clube ter usado um emblema ou um brasão, apesar de fotografias da equipa vencedora da FA Cup mostrem vários jogadores com o brasão da Associação de Futebol de Lancashire nas suas camisolas, indicando que representaram Lancashire entre jogos de concelhos.

## Jogadores

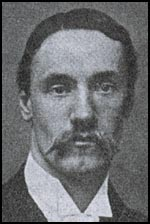
Jack Southworth representou Inglaterra durante o seu período em Olympic

A equipa vencedora da FA Cup de 1883 era composta por onze jogadores nascidos em Inglaterra, a primeira vez que um onze totalmente inglês venceu uma competição. A equipa era alinhada por:
| Posição      | Jogador(es)                                                               |
| ------------ | ------------------------------------------------------------------------- |
| Guarda-redes | Thomas Hacking                                                            |
| Defesa       | James Ward, Albert Warburton                                              |
| Médios       | Tommy Gibson, Jack Hunter, William Astley                                 |
| Avançados    | Tommy Dewhurst, Arthur Matthews, George Wilson, Jimmy Costley, John Yates |

James Ward foi o único jogador a ser escolhido para a Seleção Inglesa durante a existência do clube, tendo ganho um boné desportivo contra o País de Gales em 1885. Tommy Dewhurst foi originalmente escolhido para uma partida internacional em 1884, mas foi desmarcado quando se envolveu numa briga com um opositor durante um jogo entre Olympic e Northwich Victoria. Outros seis jogadores de Olympic representaram a Inglaterra antes ou depois na altura em que estavam no clube: Joe Beverley, Edgar Chadwick, Jack Hunter, Jack Southworth, William Townley e John Yates.

## Funcionários
O conceito de treinador de futebol não existiu no século XIX, embora fontes modernas identifiquem Jack Hunter como treinador da equipa. A principal responsabilidade de Hunter foi o treinamento dos jogadores, apesar de nos últimos anos do clube ele ter tido a função de captar jovens promessas amadoras. O benfeitor do clube, Sydney Yates, ocupou o cargo de presidente e o seu irmão Fred ocupou o cargo de presidente da comissão do clube. A maioria da administração do clube foi tratada pelo secretário Bill Bramham, um posto que ocupou durante a maior parte da existência do clube.

## Títulos
A única competição em que o clube entrou mas que nunca venceu, excluindo a inacabada Combination, foi a Lancashire Senior Cup. O clube venceu os seguintes troféus:
- FA Cup: 1
  - 1883
- East Lancashire Charity Cup: 1
  - 1882
- Blackburn Association Challenge Cup: 2
  - 1879, 1880
- Livesey United Cup: 1
  - 1878

## Rivalidades
O principal rival de Olympic era Blackburn Rovers. A primeira partida entre os dois clubes aconteceu em fevereiro de 1879, que resultou numa vitória de 3 a 1 para Olympic. Os dois clubes jogaram quarenta jogos, mas Olympic venceu apenas seis deles. A rivalidade tornou-se feroz e em setembro de 1884, em meio de acusações de que os clubes estavam a usar táticas desleais para tentar "caçar" os seus jogadores-chave, o secretário de Rover enviou um telegrama para o seu homólogo, afirmando que o clube não jogava nenhum jogo contra Olympic na época de 1884–85. Contudo, em dezembro, os clubes foram sorteados um com o outro na FA Cup, e os jogos voltaram a ser disputados entre os dois na mesma época. A sua última partida contra Rovers foi um jogo de benefício em fevereiro de 1889, resultando numa derrota de 6 a 1. Rovers concordou em permitir o financeiramente envergonhado Olympic para manter todo o dinheiro disponível do portão, em vez de partilhá-lo.